# Vladimir Kachpour
Vladimir Terentievitch Kachpour (en russe : Влади́мир Тере́нтьевич Ка́шпур), né le 26 octobre 1926 dans le Kraï de l'Altaï en URSS et mort le 17 octobre 2009 à Moscou dans la fédération de Russie, est un acteur soviétique de théâtre et cinéma, distingué artiste du Peuple de la RSFS de Russie en 1968,.

## Biographie
Vladimir Kachpour commence ses études à l'école d'aviation de Krasnoïarsk quand la Seconde Guerre mondiale éclate. Il prend alors part aux combats et recevra plusieurs décorations, parmi lesquelles la Médaille pour la victoire sur l'Allemagne. De retour à la vie civile il continue sa carrière dans l'aviation comme navigateur, puis, comme contrôleur aérien.
Il fait ensuite les études à l'École-studio du Théâtre d'Art académique de Moscou et devient acteur du Théâtre Sovremennik en 1959. En 1961, il rejoint la troupe du Théâtre d'art, puis, après sa scission en 1987, il reste avec Oleg Efremov au Théâtre d'art Anton Tchekhov auquel il restera fidèle jusqu'à la fin de sa vie.
Sa première apparition au cinéma a lieu dans le film Vassili Sourikov d'Anatoli Rybakov en 1959. Durant sa carrière, Kachpour est apparu dans 95 films et séries.
Mort en octobre 2009, après une longue maladie, l'artiste est enterré au cimetière de Dolgoproudny de l'oblast de Moscou.

## Distinctions
- artiste émérite de la RSFS de Russie : 1976
- artiste du Peuple de la RSFS de Russie : 1986
- Ordre de l'Honneur : 1998
- Ordre de la révolution d'Octobre : 1986
- Prix d'État de la fédération de Russie : 2000
- Ordre du Mérite pour la Patrie de la IVe classe : 2002
- Ordre du Mérite pour la Patrie de la IIIe classe : 2006

## Filmographie partielle
- 1959 : La Ballade du soldat (Баллада o солдате) de Grigori Tchoukhraï
- 1961 : Les Aventures de Kroch (Приключения Кроша) de Genrikh Oganessian

- 1965 : Vremia, vperiod! (Время, вперёд!) de Sofia Milkina et Mikhail Schweitzer

- 1967 : Pas de gué dans le feu (В огне брода нет) de Gleb Panfilov
- 1980 : La Jeunesse de Pierre Le Grand (Юность Петра, Younost Petra) de Sergueï Guerassimov : Ovdokime
- 1981 : Le Début des affaires glorieuses (В начале славных дел) de Sergueï Guerassimov : Ovdokime
- 1987 : Cold Summer of 1953 (Холодное лето пятьдесят третьего) de Alexandre Prochkine
- 1990 : Taxi Blues (Такси-блюз) de Pavel Lounguine
- 1998: Composition pour le jour de la victoire (Сочинение ко Дню Победы) de Sergueï Oursouliak : ancien agent de SMERSH
- 2001 : La vie est pleine d’imprévus (Жизнь забавами полна) de Piotr Todorovski : Vassili Efimovitch
- 2002 : Un nouveau russe (Олигарх, Oligarkh) de Pavel Lounguine